# Filippo Maria Albertino Bellenghi
Filippo Maria Albertino Bellenghi (Forlimpopoli, 23 settembre 1757 – San Gregorio sul Monte Celio, 22 marzo 1839) è stato un arcivescovo cattolico e naturalista italiano.

## Biografia
Frate camaldolese dal 1773, dopo aver completato gli studi teologici fu vicario generale e procuratore del suo ordine, consultore della Congregazione dell'Indice, presidente del Collegio filosofico dell'Università di Roma, arcivescovo titolare di Nicosia, visitatore apostolico in Sardegna e nella diocesi di Forlì.
Autore di molte opere di teologia, morale, diritto canonico e archeologia sacra, si occupò anche di scienze naturali con lo scopo di valorizzare e sfruttare convenientemente i boschi. Studioso della flora appenninica, pubblicò un libro avente per oggetto il Processo sulle tinte che si estraggono dai legni ed altre piante indigene (1811), che gli valse la medaglia d'argento all'Istituto di scienze, lettere e arti del Regno d'Italia.

## Genealogia episcopale
La genealogia episcopale è:
- Cardinale Scipione Rebiba
- Cardinale Giulio Antonio Santori
- Cardinale Girolamo Bernerio, O.P.
- Arcivescovo Galeazzo Sanvitale
- Cardinale Ludovico Ludovisi
- Cardinale Luigi Caetani
- Cardinale Ulderico Carpegna
- Cardinale Paluzzo Paluzzi Altieri degli Albertoni
- Papa Benedetto XIII
- Papa Benedetto XIV
- Papa Clemente XIII
- Cardinale Marcantonio Colonna
- Cardinale Giacinto Sigismondo Gerdil, B.
- Cardinale Giulio Maria della Somaglia
- Cardinale Giacinto Placido Zurla, O.S.B.Cam.
- Arcivescovo Filippo Maria Albertino Bellenghi, O.S.B.Cam.